# Anastrepha soroana
Anastrepha soroana är en tvåvingeart som beskrevs av Fernandez och Juan Manuel Rodriguez 1998. Anastrepha soroana ingår i släktet Anastrepha och familjen borrflugor. Inga underarter finns listade i Catalogue of Life.